# ジリアン・ウェブスター
ジリアン・ウェブスター（Gillian Webster）は、イギリスのソプラノ歌手。
王立北部音楽大学、ナショナル・オペラ・スタジオに学び、コヴェントガーデン王立歌劇場のメンバーとして活躍、イングリッシュ・ナショナル・オペラにも出演している。国外でもシュトゥットガルト州立歌劇場、ベルリン・コーミッシェ・オーパー、パリ国立オペラをはじめ多くの歌劇場に登場。「ラ・ボエーム」のミミ、「魔笛」のパミーナ、第一の侍女、「フィガロの結婚」の伯爵夫人ロジーナ、「フィデリオ」のマルツェリーネ、「ニーベルングの指環」のヴェルグンデ、ヴォークリンデなど、多彩な役柄を演じる。特に1991年にエウリディーチェ役でヨッヘン・コヴァルスキーと共演した「オルフェオとエウリディーチェ」（コヴェントガーデン王立歌劇場）はハリー・クプファーの斬新な演出もあって話題を呼んだ。またバロック音楽やマーラー、モーツァルト、ベートーヴェンの歌曲など多くのレパートリーを持ち、コリン・デイヴィス、ゲオルク・ショルティ、ジェフリー・テイト等の指揮の下に数々のコンサートの独唱者として起用されている。室内楽の分野でもアンサンブル・アデール、アルペッジョーネ四重奏団、ターリッヒ四重奏団などとリサイタルを行っている。